# 페이지 터코
페이지 터코(Paige Turco, 1965년 5월 17일 ~ )는 미국의 배우이다.

## 출연 작품
- 시크릿 오브 더 마운틴 (2010)
- 스텝파더 (2009)
- 챈스 일병의 귀환 (2009)
- 게임 플랜 (2007)
- 왈칭 안나 (2006)
- 인빈서블 (2006)
- 페이버 (2006)
- 런어웨이 바이러스 (2000)
- 암살 특명 (1995)
- 바이브레이션 (1995)
- 데드 퍼니 (1994)
- 닌자 거북이 3 : 어메이징 뮤턴트 (1993)
- 닌자 거북이 2 : 어메이징 닌자 (1991)

### 텔레비전
- 아메리칸 고딕 (1995-96)
- 레스큐 미 (2006)
- 퍼슨 오브 인터레스트 (2011-16)
- 원 헌드레드 (2014-19)